# 7.ª etapa do Tour de France de 2019
A 7.ª etapa do Tour de France de 2019 teve lugar a 12 de julho de 2019 entre Belfort e Chalon-sur-Saône sobre um percurso de 230 km e foi vencida ao sprint pelo neerlandês Dylan Groenewegen da Jumbo-Visma. O italiano Giulio Ciccone conseguiu manter o maillot jaune.

## Classificação da etapa
| \| Classificação por etapas \| Classificação por etapas \| Classificação por etapas \| Classificação por etapas \| Classificação por etapas \| \| Ciclista \| Ciclista \| Equipe \| Tempo \| \| \| ------------------------ \| ------------------------ \| ------------------------ \| ------------------------ \| ------------------------ \| \| 1. \| Dylan Groenewegen \| Team Jumbo-Visma \| 6h02m44s \| \| \| 2. \| Caleb Ewan \| Lotto-Soudal \| + 0s \| \| \| 3. \| Peter Sagan \| Bora-Hansgrohe \| + 0s \| \| \| 4. \| Sonny Colbrelli \| Bahrain-Merida \| + 0s \| \| \| 5. \| Jasper Philipsen \| UAE Team Emirates \| + 0s \| \| \| 6. \| Elia Viviani \| Deceuninck-Quick Step \| + 0s \| \| \| 7. \| Giacomo Nizzolo \| Dimension Data \| + 0s \| \| \| 8. \| Jasper Stuyven \| Trek-Segafredo \| + 0s \| \| \| 9. \| Michael Matthews \| Team Sunweb \| + 0s \| \| \| 10. \| Alexander Kristoff \| UAE Team Emirates \| + 0s \| \| |                    |                       |          |
| |                    |                       |          |
| Fonte: ProCyclingStats |                    |                       |          |
| Classificação por etapas |                    |                       |          |
| Ciclista | Ciclista           | Equipe                | Tempo    |
| 1. | Dylan Groenewegen  | Team Jumbo-Visma      | 6h02m44s |
| 2. | Caleb Ewan         | Lotto-Soudal          | + 0s     |
| 3. | Peter Sagan        | Bora-Hansgrohe        | + 0s     |
| 4. | Sonny Colbrelli    | Bahrain-Merida        | + 0s     |
| 5. | Jasper Philipsen   | UAE Team Emirates     | + 0s     |
| 6. | Elia Viviani       | Deceuninck-Quick Step | + 0s     |
| 7. | Giacomo Nizzolo    | Dimension Data        | + 0s     |
| 8. | Jasper Stuyven     | Trek-Segafredo        | + 0s     |
| 9. | Michael Matthews   | Team Sunweb           | + 0s     |
| 10. | Alexander Kristoff | UAE Team Emirates     | + 0s     |

## Classificações ao final da etapa

### Classificação geral(Maillot Jaune)
| \| Classificação geral \| Classificação geral \| Classificação geral \| Classificação geral \| Classificação geral \| \| Ciclista \| Ciclista \| Equipe \| Tempo \| \| \| ------------------- \| ------------------- \| --------------------- \| ------------------- \| ------------------- \| \| 1. \| Giulio Ciccone \| Trek-Segafredo \| 29h17m39s \| \| \| 2. \| Julian Alaphilippe \| Deceuninck-Quick Step \| + 6s \| \| \| 3. \| Dylan Teuns \| Bahrain-Merida \| + 32s \| \| \| 4. \| George Bennett \| Team Jumbo-Visma \| + 47s \| \| \| 5. \| Geraint Thomas \| Team Ineos \| + 49s \| \| \| 6. \| Egan Bernal \| Team Ineos \| + 53s \| \| \| 7. \| Thibaut Pinot \| Groupama-FDJ \| + 58s \| \| \| 8. \| Steven Kruijswijk \| Team Jumbo-Visma \| + 1m04s \| \| \| 9. \| Michael Woods \| EF Education First \| + 1m13s \| \| \| 10. \| Rigoberto Urán \| EF Education First \| + 1m15s \| \| |                    |                       |           |
| |                    |                       |           |
| Fonte: ProCyclingStats |                    |                       |           |
| Classificação geral |                    |                       |           |
| Ciclista | Ciclista           | Equipe                | Tempo     |
| 1. | Giulio Ciccone     | Trek-Segafredo        | 29h17m39s |
| 2. | Julian Alaphilippe | Deceuninck-Quick Step | + 6s      |
| 3. | Dylan Teuns        | Bahrain-Merida        | + 32s     |
| 4. | George Bennett     | Team Jumbo-Visma      | + 47s     |
| 5. | Geraint Thomas     | Team Ineos            | + 49s     |
| 6. | Egan Bernal        | Team Ineos            | + 53s     |
| 7. | Thibaut Pinot      | Groupama-FDJ          | + 58s     |
| 8. | Steven Kruijswijk  | Team Jumbo-Visma      | + 1m04s   |
| 9. | Michael Woods      | EF Education First    | + 1m13s   |
| 10. | Rigoberto Urán     | EF Education First    | + 1m15s   |

### Classificação por pontos(Maillot Vert)
| Classificação por pontos | Classificação por pontos | Classificação por pontos | Classificação por pontos | Classificação por pontos |
| Ciclista                 | Ciclista                 | Equipe                   | Pontos                   |                          |
| ------------------------ | ------------------------ | ------------------------ | ------------------------ | ------------------------ |
| 1.                       | Peter Sagan              | Bora-Hansgrohe           | 177 pts                  |                          |
| 2.                       | Sonny Colbrelli          | Bahrain-Merida           | 121 pts                  |                          |
| 3.                       | Elia Viviani             | Deceuninck-Quick Step    | 117 pts                  |                          |
| 4.                       | Michael Matthews         | Team Sunweb              | 116 pts                  |                          |
| 5.                       | Caleb Ewan               | Lotto-Soudal             | 76 pts                   |                          |
| 6.                       | Matteo Trentin           | Mitchelton-Scott         | 75 pts                   |                          |
| 7.                       | Greg Van Avermaet        | CCC Team                 | 70 pts                   |                          |
| 8.                       | Dylan Groenewegen        | Team Jumbo-Visma         | 66 pts                   |                          |
| 9.                       | Mike Teunissen           | Team Jumbo-Visma         | 64 pts                   |                          |
| 10.                      | Jasper Stuyven           | Trek-Segafredo           | 63 pts                   |                          |

### Classificação da montanha(Maillot à Pois Rouges)
| Classificação da montanha | Classificação da montanha | Classificação da montanha  | Classificação da montanha | Classificação da montanha |
| Ciclista                  | Ciclista                  | Equipe                     | Pontos                    |                           |
| ------------------------- | ------------------------- | -------------------------- | ------------------------- | ------------------------- |
| 1.                        | Tim Wellens               | Lotto-Soudal               | 43 pts                    |                           |
| 2.                        | Giulio Ciccone            | Trek-Segafredo             | 30 pts                    |                           |
| 3.                        | Xandro Meurisse           | Wanty-Gobert               | 27 pts                    |                           |
| 4.                        | Dylan Teuns               | Bahrain-Merida             | 13 pts                    |                           |
| 5.                        | Natnael Berhane           | Cofidis, Solutions Crédits | 13 pts                    |                           |
| 6.                        | Toms Skujiņš              | Trek-Segafredo             | 9 pts                     |                           |
| 7.                        | Thomas De Gendt           | Lotto-Soudal               | 8 pts                     |                           |
| 8.                        | Geraint Thomas            | Team Ineos                 | 4 pts                     |                           |
| 9.                        | Simon Clarke              | EF Education First         | 4 pts                     |                           |
| 10.                       | Yoann Offredo             | Wanty-Gobert               | 3 pts                     |                           |

### Classificação do melhor jovem(Maillot Blanc)
| Classificação dos jovens | Classificação dos jovens | Classificação dos jovens | Classificação dos jovens | Classificação dos jovens |
| Ciclista                 | Ciclista                 | Equipe                   | Tempo                    |                          |
| ------------------------ | ------------------------ | ------------------------ | ------------------------ | ------------------------ |
| 1.                       | Giulio Ciccone           | Trek-Segafredo           | 29h17m39s                |                          |
| 2.                       | Egan Bernal              | Team Ineos               | + 53s                    |                          |
| 3.                       | Enric Mas                | Deceuninck-Quick Step    | + 1m23s                  |                          |
| 4.                       | David Gaudu              | Groupama-FDJ             | + 1m52s                  |                          |
| 5.                       | Wout van Aert            | Team Jumbo-Visma         | + 14m49s                 |                          |
| 6.                       | Nils Politt              | Katusha-Alpecin          | + 16m40s                 |                          |
| 7.                       | Maximilian Schachmann    | Bora-Hansgrohe           | + 16m53s                 |                          |
| 8.                       | Gregor Mühlberger        | Bora-Hansgrohe           | + 18m12s                 |                          |
| 9.                       | Laurens De Plus          | Team Jumbo-Visma         | + 18m18s                 |                          |
| 10.                      | Tiesj Benoot             | Lotto-Soudal             | + 19m41s                 |                          |

### Classificação por equipas(Classement par Équipe)
| Classificação por equipes | Classificação por equipes | Classificação por equipes | Classificação por equipes |
| Equipe                    | Equipe                    | Tempo                     |                           |
| ------------------------- | ------------------------- | ------------------------- | ------------------------- |
| 1.                        | Trek-Segafredo            | 88h27m39s                 |                           |
| 2.                        | Movistar Team             | + 1m39s                   |                           |
| 3.                        | Groupama-FDJ              | + 2m04s                   |                           |
| 4.                        | EF Education First        | + 4m26s                   |                           |
| 5.                        | Team Jumbo-Visma          | + 8m31s                   |                           |
| 6.                        | Ineos                     | + 8m34s                   |                           |
| 7.                        | Bahrain-Merida            | + 10m20s                  |                           |
| 8.                        | UAE Team Emirates         | + 11m03s                  |                           |
| 9.                        | Astana                    | + 11m40s                  |                           |
| 10.                       | AG2R La Mondiale          | + 13m28s                  |                           |

## Abandonos
Nenhum.